# Indianerbrunnen

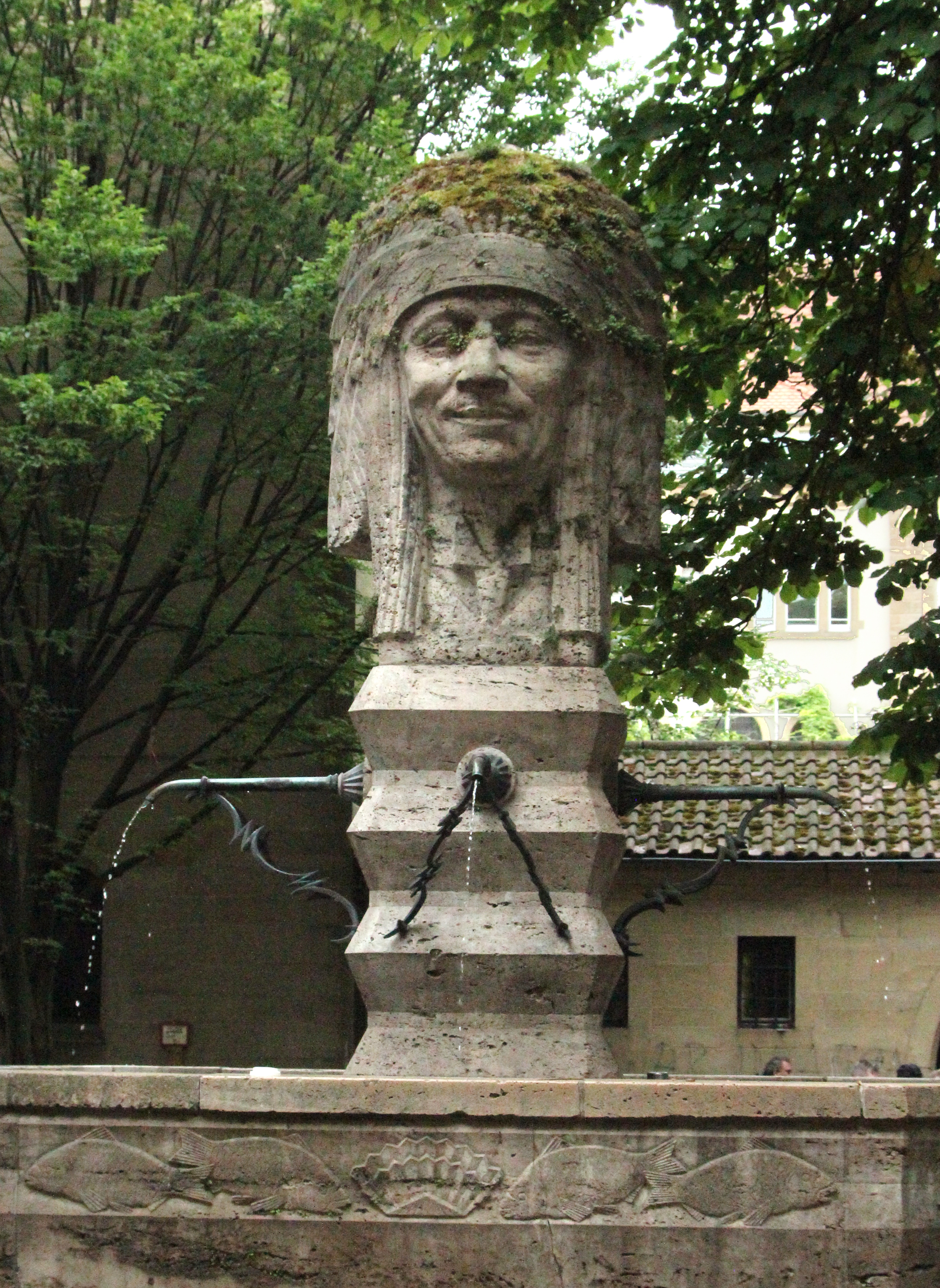
Bildnis Friedrich Beichels an der Nordseite des Indianerbrunnens

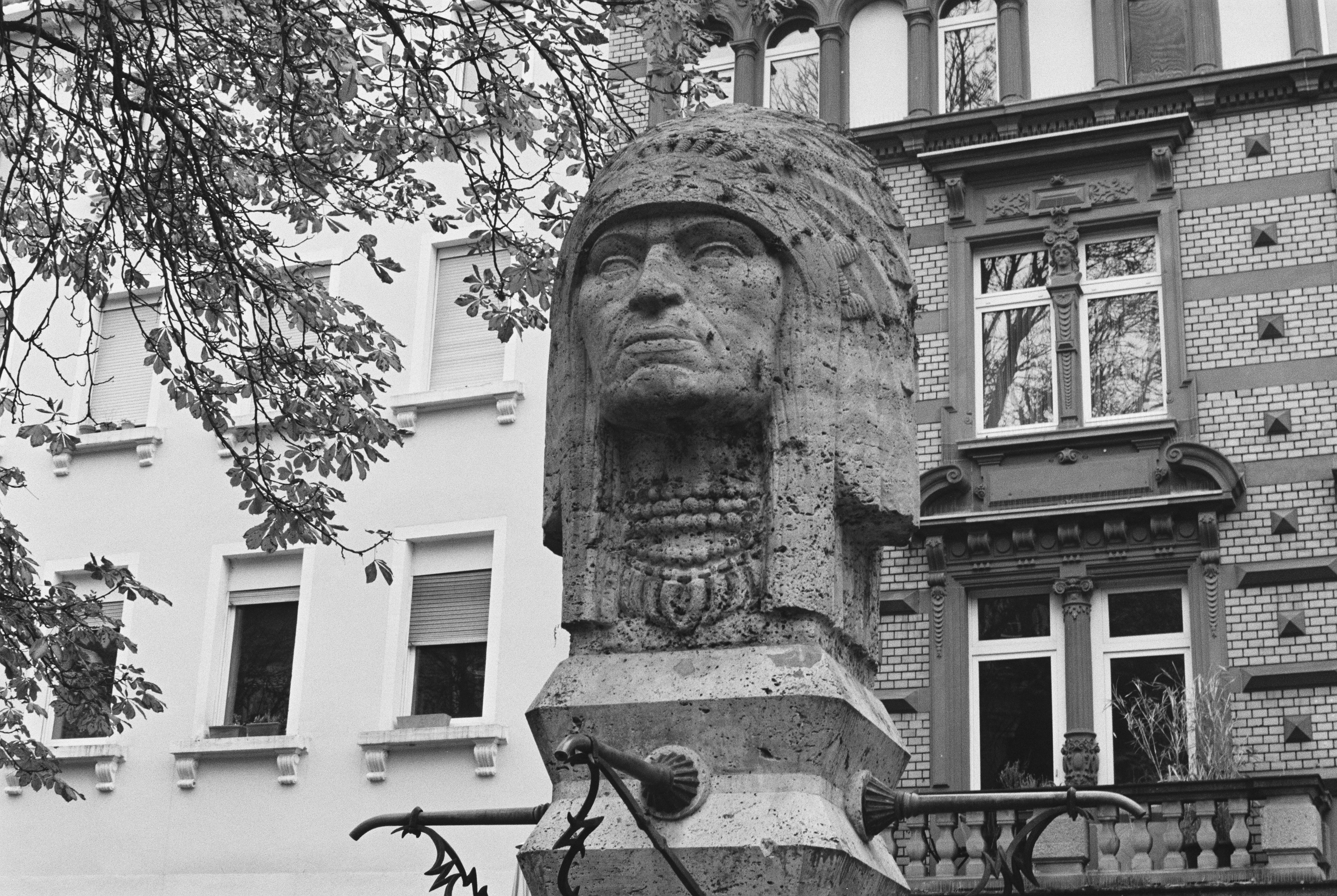
Indianerbrunnen – Karlsruhe Südstadt, Werderplatz

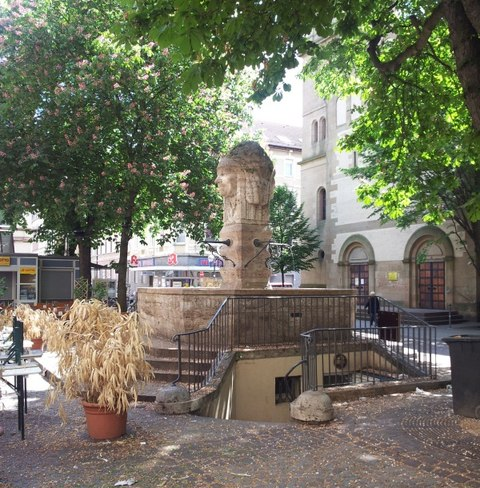
Gesamtansicht des Brunnens mit Treppenabgang zur öffentlichen Toilette

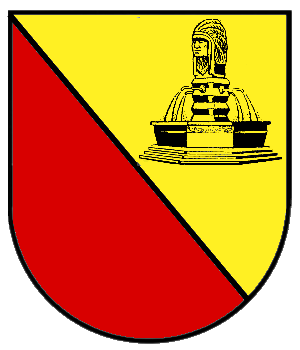
Wappen der Karlsruher Südstadt mit Indianerbrunnen

Der Indianerbrunnen ist ein 1924–1927 errichteter Brunnen mit einer doppelgesichtigen Indianerskulptur auf dem zentralen Werderplatz im Karlsruher Stadtteil Südstadt.

## Geschichte
Der Indianerbrunnen verdeckt eine 1924 neu geplante öffentliche Toilettenanlage, die wegen der nicht ausreichend tief verlegten Kanalisation nicht vollständig unterirdisch errichtet werden konnte und etwa einen Meter aus dem Boden ragt. Er dient dabei als Marktbrunnen für den Werderplatz. Der Entwurf des Karlsruher Stadtbaudirektors Friedrich Beichel sah zunächst eine über dem Brunnentrog stehende Indianerfigur vor, eine Anspielung auf die damalige Indianerbegeisterung in der Südstadt, die möglicherweise auf ein Gastspiel von Buffalo Bill in Karlsruhe zurückgeht. Nachdem der Entwurf 1924 im Karlsruher Tagblatt veröffentlicht worden war, kam es jedoch zu heftigen Protesten bei Teilen der Bevölkerung des Stadtteils, die nicht als „Indianer“ bezeichnet werden wollten, was auch als abschätzige Anspielung auf die verschmutzten Gesichter der Arbeiter im Eisenbahnerviertel verstanden werden konnte.
Die Stadt ließ zunächst die Toiletten und den Brunnentrog errichten und eröffnete die Anlage am 14. Juli 1925 ohne die Indianerfigur. Erst nachdem der Widerstand abgeflaut war, erhielt der Bildhauer August Meyerhuber 1927 den Auftrag, den Brunnenstock mit Skulptur nach Beichels Vorgaben aus Travertin auszuführen. Die Indianerskulptur zeigt auf der zur Johanniskirche zugewandten Südseite das ernste Gesicht eines Sioux-Indianers und auf der dem gegenüberliegenden Gasthaus Wolfbräu zugewandten Seite das freundlich lächelnde Gesicht des Architekten Friedrich Beichel. Der Brunnen wurde nach der endgültigen Fertigstellung am 11. Oktober 1927 von der Allgemeinheit gut angenommen. Er ist heute Bestandteil des Südstadt-Wappens und steht unter Denkmalschutz.

## Kleiner Indianerbrunnen
Ebenfalls in der Südstadt, an einer denkmalgeschützten Fassade in der Baumeisterstraße, befindet sich der kleine Indianerbrunnen. Er wurde 1925 im Auftrag eines Unternehmers von Otto Feist entworfen, nachdem der Indianerbrunnen auf dem Werderplatz zunächst ohne die geplante Indianerfigur errichtet worden war.